# 六四事件中的浙江省
1989年春夏之交，中华人民共和国爆发全国性抗议运动，史称“六四事件”或“八九民运”，中国官方称“1989年春夏之交的政治风波”。期间浙江省各地也有抗议、游行、罢课、集会及其他政治表达行为。这些活动多由学生、工人主导，也包含市民等群体发起，乃至有體制內人士參與，与全国范围内的抗议相呼应。
浙江最大规模的示威游行发生在省会杭州，此外温州、金华、丽水、宁波、嘉兴、台州、临海等地均有不同程度的响应。

## 杭州

### 4月
在杭州，一些八九民运的参与者与组织者，此前曾经参与七十年代的民主墙运动，或者1986年的八六学潮。
胡耀邦死后，4月19日，浙江大學千餘名學生晚間遊行至武林廣場，悼念胡耀邦。4月20日晚七时，浙江大学、杭州大学等校的四、五千名学生打着“还我人权，为自由而战”的横幅，呼喊“打倒官僚”、“民主万岁”等口号，唱 《國歌》、《國際歌》到浙江省政府门前游行，随后散去。各高校大小字報的政治色彩亦越來越濃与激烈。胡耀邦追悼会后，22日中午杭州大學有二千名學生遊行。从20-22日連續三天都有高校學生在市區遊行,警察未採取行動。每次學生遊行的人數大都在四五百人,主要为杭州大學、浙江大學的學生，亦有浙江農業大學的學生。
4月24日，杭州大学出現有人传抄流傳的所谓“胡耀邦遗嘱”，稱“我的死不能导致小平等人在政治上的灭亡。不要害怕，不斗是不行了。革命的老同志还没死完，中国的历史是篡改不了的”。公安部指這些流傳的“遺囑”“极尽挑拨离间之能事”。
4月25日晚,浙江大學500多名學生遊行抗議提前播報的四二六社論。4月27日，即四二六社论发表的第二天，杭州繼續有抗议活动。在4月29日的北京學生與袁木对话之后，杭州学生对中央政府的反应強烈。4月30日晚，浙江大学600多学生在杭州植物园集会，有的学生演讲呼吁学生五月四日游行。集会上打出了“五四科学和民主促进会”的旗号。事后经校方施加压力，集会发起者同意今后不参加或不组织不利于安定团结的活动，并宣布“五四科学和民主促进会”流产。

### 5月
5月1日，浙江大学百餘名學生與浙江省委書記、副省長進行討論。5月3日，杭州高校出现呼吁学生五四上街游行的大字报和传单。5月4日中午，浙江大学、工學院、商學院、杭州大学等十所学校大约10000名学生游行，響應當天全國的五四大游行。示威者到浙江省政府门前聚集，也有大量群众加入或围观，一度堵塞交通。與此前不同，遊行學生的糾察線非常嚴密，他們在隊伍兩旁由學生手挽手築起人牆，連記者採訪遊行學生都較困難。示威者打出「要民主」、「要自由」、「要人權」、「欽本立,我們支持你」、「支持北大」、「打倒貪官汙吏」等標語,呼喊「擁護共產黨」、「反對動亂」、「剷除腐敗,打倒官倒」、「弘揚民主,愛國無罪」等口號，要求新闻自由、控制通货膨胀以及懲治腐败官员。雖然當天杭州市內警察大增,但未對遊行學生採取措施。经过交涉谈判后，学生们于下午四时散去。
杭州市的中共黨員被警告不要參與学生活動，也不許像其他杭州市民一样向學生提供食物或水。民運人士陈维健、毛庆祥認為学生多日绝食要求与政府对话，而政府“冷漠得近乎残忍”。部分曾参与民主墙运动的民运人士希望提供经验上的帮助，帮助和参与学生的抗议，但是担心其民运背景给当局镇压学生运动的借口，并最终决定不公开介入学运。学生亦因为顾及“被打成反革命”而“排斥市民和工人力量的介入”。七九民运的钟海涛、朱伟良、王东海、张震毅和陈维健等人利用其开设的私营商店作为各界民运分子的联络据点，并派人到大学串联。民运人士指其每天到武林广场了解情况，并常被国安便衣跟踪。
5月14日至16日，有将近3000人參與遊行，另有40人開始絕食抗議，以声援北京的学生。5月16日，浙江大学近三千名学生，包括2000多名研究生上街游行，呼喊“声援北京爱国学生绝食”、“反对终身制、世袭制”、“尊重人权、反对特权”“无能者下台”、“声援北京绝食学生”等口号，游行学生于下午七时返校。到5月17日上午，11所高校的万余名学生上街游行。一些高校教师和职工参加游行。浙江大学十多名学生宣布绝食。晚上，绝食抗议的人数增加到數百人。绝食开始后，武林广场不断有绝食学生被送到医院抢救。也有民运人士“为绝食学生康复捐款”，并动员企业家参与。
5月18日凌晨，包括浙江省委書記李泽民和省长沈祖伦在内的官员到广场与学生对话，探望了绝食抗议者，并请他们停止絕食。有三百餘名杭州和浙江大学等学校的學生在武陵廣場絕食。 据《中国日报》报道，大约有十万人参加或观看了当天的示威游行，包括十五所院校和单位，如杭州大学、商学院等。遊行中還有新闻界的声援队伍，包括各个报社、省广播电视厅和电视台。事後“从中央到地方，所有的电视台都在播放各处游行的场面”。17日在武林广场静坐的浙大、杭大250名学生仍在静坐。根據親歷者、時任房管局職員民運人士朱虞夫的記述，當天“游行队伍熙熙攘攘，道路堵得水泄不通”，朱虞夫當天使用攝影機拍攝了很多畫面，六四事件之後朱虞夫被捕，政保科要求其交出錄影帶。
5月19日，杭州静坐绝食学生人数超过800人，各界聲援活動不斷。杭州大學校長沈善洪、浙江大學校長路甬祥、浙江醫科大學副校長孫幹、浙江農業大學校長陈子元、浙江美術學院副院長宋中元几位教授联名发出《浙江高校校长紧急呼吁信》，对北京学生绝食进入第六天表示担忧，并呼吁中国领导人尽快与学生对话以防止局势恶化。信中表达了对学生身体健康、国家改革前途的关切，同时呼吁学生“愛惜自己的身體、保持理智、冷靜和克制”，强调改革需“在民主法治的軌道”上推进。
在运动期间，杭州市民、学生中的民运支持者成立了「杭州高等學校學生自治聯合會」、「浙江高校改革促進會」、「杭州市工人民主聯合會」、「杭州市民自發聲援團」等组织。杭州大学有人成立“團結學生會”和“學生敢死隊”，浙江医科大學有人成立“學生自治聯合會”，浙江大学有人成立“浙大救國會”，还有杭州商學院成立“聲援團”。七九民运人士王东海、毛庆祥、朱虞夫、方醒华、朱伟良、李锡安等人策划成立“杭州工人自治联合会”，在草拟了宣言和纲领以后，由王东海到武林广场宣布。到了武林广场，王发现已经有人宣布成立了杭州市工人自治联合会，于是立即表示支持并且全体加入工自联。
在北京宣布戒严以后，杭州学生组织、工自联、市民代表开始有较多的联系。朱虞夫以工自联联络员的身份与学自联联系，工自联亦组织志愿者向沿街的商家为学生募款，把捐款送到武林广场的学生组织手里。5月20日凌晨，浙江大学等十多所高校16000余名学生进行游行。清晨，又有一些高校上万名学生上街游行，在武林广场汇集，有的绝食学生要其他绝食者停止绝食，到工厂、街道进行演说呼籲各界支持学生行动。示威者呼喊的口號包括“打倒邓小平、李鹏”、“李鹏杀气腾腾，邓小平调兵遣将”、“不能一人说了算”、“要求李鹏、小平下台”、 “反对独裁”、“反对暴力”、“反对警察”、“反对军管”、“打倒军阀”、“救救紫阳”等。
5月20日，浙江省政府致電中共中央，擁護李鵬、楊尙昆在北京市黨政軍大會上的講話。浙江教育学院学生毛国良以共产党员的身份具名书写了《一个共产党员的心迹》，张贴于浙江教育学院学生宿舍传达室门上，鼓动“每个公民，每个党员”要积极投入，以各种方式“声援北京”，并攻击中国领导人是“流氓、法西斯，比袁世凯还袁世凯，比‘四人帮’还‘四人帮’”，鼓动“浙江教育学院的全体党员和师生紧急行动起来，不要怕开除党籍，不要怕丢乌纱帽”，要将中国主要领导人“押上历史的审判台”等等。5月21日，继续有人打“反对独裁”，“反对警察”，“李鹏下台，小平滚蛋”等标语游行。22日，十所高校和六所中专学校约一万名学生冒雨上街游行。
由于北京宣布了戒严令，以及對杭州当地政府的做法不滿，工人们于5月23日开始罢工，并与学生一起示威遊行。当天，高校師生持續连续第八天的遊行，教育、文藝、新聞出版等界亦組織聲援隊伍。在同一天，有300名学生通过销毁團員證以表示自己退出共青团。5月24日，杭州18所高校、四个新闻机构及部分企事业单位共一万余人上街游行，游行队伍先后到浙江省政府、杭州市政府递交了请愿书，要求全国人大常委会罢免李鹏。
5月25日，浙江大学、杭州大学、浙江省电力学校三所院校和杭一棉厂共两千多人上街游行。5月26日，政府在报纸上刊登紧急呼吁，要求学生重返课堂，但仍有5000名学生前往武林广场，并表示將示威到底。整个运动期间，游行常使電車和公共汽車暫停行駛，某日在正安路遭攔截車輛即達上百輛。
5月27日，在武林广场静坐的学生有200余人返校，尚有50余人仍在坚持。大多数学生回歸課堂，但仍有许多杭州大学的学生繼續罷課，120多名学生企图乘车进京均被劝阻。5月28日，浙江大学等7所高校5000多名学生上街响应当天的全球华人大游行。
5月30日，浙江大学、杭州大学等高校学生受上海一些高校的影响，策动其他学生离开学校使学校成为“空校”。上午，杭州大学有人贴出布告声称要搞“空校运动”。浙江医科大学、浙江工学院等院校也不断出现要搞“空校运动”的大字报和标语。31日中午，浙江医科大学部分学生由空校组织委员会召开了100多名学生参加的“空校讨论会”，对“空校”问题进行投票表决，校领导劝说不果。投票结果以73票对1票通过，同时还通过了《空校宣言》和《空校纪律》，声称“我们空校，因为我们别无选择……我们忍无可忍……我们知道我们的责任。为把斗争坚持下去……把这场民主运动推向前进，我们空校罢课，以我们付出的代价来唤醒民众，不达目的，决不罢休”，并声称即日起空校罢课，“直到人大开会罢免李鹏”。

### 6月
6月1日，浙江省委書記李泽民要求剩下的学生結束罷課。受“空校运动”的影响，21所高校的学生陆续离校外出或返乡。至1日浙江大学、杭州大学、杭州师范学院已有约四千名学生离校外出或回乡。
6月3日晚，戒严部队开入北京清场的消息传入杭州。当晚开始，浙江大学、杭州大学等学校的學生开始發動遊行抗議。到6月4日中午，浙大等六所高校共6000多人上街游行，呼喊“反对暴力镇压“等口号，并到浙江省政府递交了“抗议军警镇压学生在北京制造流血事件”的请愿书。學生改採阻絕交通,號召罷工、罷市等激烈手段抗议。下午三时四十分，浙江大学等六所高校7000多名学生上街游行。四时四十分，浙大200多名学生进入铁路，沿着铁轨游行到杭州站，站在铁轨上呼喊口号，致使进出站的列车被迫停车。经劝说交涉后，学生于五时二十分离去，並声称“明天再来”。
6月5日，杭州市工人自治會發佈通告，呼籲全市罷工、罷市。上午六时许，杭州市主要路口全被路障堵住，全市交通中断。杭州城行人明显减少。高校学生成百成百地出来游行，游行队伍从武林广场出发，到杭州火车站结束。学生并在街上设置路障。浙江省博物馆文澜商场经理王东海书写“不要杀学生！向我开枪！”的横幅，也有人高喊“不要杀学生！向我开枪！”的口号。王东海亦多次带领商场职工上街游行，打出“死为鬼雄”等横幅，抗议政府用军队镇压学生。6月5日下午，王东海等人集中在武林广场交通岗亭边，当局之其“发表反动演说”，煽动“政府的仇恨和参加非法游行”。随后王被通缉，并于7月被捕（后以“反革命宣传煽动罪”判处有期徒刑2年）。当日浙杭,浙贛等線火車停開,運輸中斷五十餘小時。此后杭州市內交通停駛數天。生活秩序混亂,造成搶購糧食,擠兌存款風波。
從6月4日至6日，杭州市區街道被學生及民衆層層設置路障，大量公共汽車受阻，交通安全設施被拆，導致全市交通全面癱瘓。6月7日，由浙江大学学生发起的铁路卧轨事件进入第三天。在与浙江省副省长柴松岳等人现场谈判后，19时30分，卧轨学生撤离南星桥火车站。20时12分恢复通车。从6月5日至7日，杭州車站因學生和民衆示威抗議,造成嚴重阻塞,滬杭、浙贛、杭甬 、杭長等鐵路線中斷五十多個小時。从6月4日至8日,杭州高校學生與民眾先後四次坐軌攔阻火車,使隴海鐵路幾度中斷。这段时间由於交通阻塞，車輛遭破壞，主要工廠受衝擊，市民生活秩序基本被嚴重打亂。
6月8日上午七时许，浙江大学四十多名学生拦在杭州制氧机厂大门口，阻止工人进厂，引起一些工人反感。有些工人欲动手教训阻拦的学生，被厂领导制止，并组织一百多名干部、工人将学生劝离。浙江大学、杭州大学一百多名学生封住杭州重型机械厂的三个大门，拦挡进入浙江麻纺厂的通道，不让工人上班。学生还进入厂内散发传单，煽动工人罢工。有十多名学生趁机冲进麻纺厂车间，强行关掉已开启的机器。6月9日，仍有学生到工厂、部队串联。

## 其他城市
在八九民运期间，浙江省内杭州以外各地成立的民运组织包括温州的「溫州高校學生聯合會」、「溫州大學生臨時自治會」、「溫州青年同盟會」、「救國會」、「協調委員會」，寧波的「寧波高校學生敢死隊」，金華的「浙師大學生自治會」等。丽水大中专学校学生期间多次上街游行和进行静坐、募捐等活动。
5月17日，温州有數百名學生和新聞人員示威遊行。同日，宁波师院、宁波大学上千名学生和教职工上街游行声授北京高校绝食学生。领导前往教育疏导,游行队伍傍晚返校。次日（18日），宁波继续有大中专学生5000余人上街游行，有新闻、文艺工作者参与,一度堵塞交通。市领导先后与学生对话。是日上午9时半，有15名学生绝食，次日晚停止。
5月18日，湖州有十餘所大中專校近2000名師生上街遊行。同日，宁波、嘉兴、台州等城市亦有近6000名学生上街游行。紹興、寧海、蕭山也有學生上街聲援北京絕食學生。5月19日，各地继续有人上街游行。温州大学、温州师范学院等高等院校的学生也在期间示威游行，并进行募捐。温州个体、私营企业主对示威总体反响不大，示威者在环城东路小商品市场募捐时，122个摊位并未捐赠任何金钱。5月22日，寧波繼續有學生上街示威。
六四镇压后，温州继续示威不断。温州市区松台街道个体劳动者协会致电北京戒严部队指挥部表示拥护平乱行动。6月5-9日，宁波抗议北京清场的学生和市民抗议者则造成交通堵塞,铁路宁波站52列火车停行,直到6月10日恢复正常。
从6月5日至6日，寧波公安先後抓獲16名示威者。6月5日，宁波大学、宁波师专等学校的近2000名学生继续上街游行,在宁波东门口、江厦公园等闹市地段发表演讲。其中有“敢死队”20多人用录音机播放美国之音,现场有数千人。至晚上19时30分,人数骤增近万人，使交通严重堵塞。公安亦派遣便衣在现场侦察报告。当晚21时,一群示威者围攻、绑架东门口两名交通民警,并推倒交通隔离墩,掀翻一辆公安摩托车和上海牌轿车。此时,现场有示威者达二万多人，宁波公安支队“前线指挥部”根据宁波市政府和市公安局的指示，命令50名防暴队员沿中山路向东门口出击。22时20分,当防暴队员乘车至宁波大酒家时,示威者随即拥挤上来。为避免被示威者“包饺子”包围,车辆返回待命点。
6月7日，台州供销学校（位于临海市）讲师吴高兴与阎定山张贴海报，在台州供销学校操场发表演说，内容包括“四月二十六日人民日报《社论》居然把这一场民主运动贬低为一场动乱。”、“北京街道、天安门广场发生了严重的流血事件”，“被打死的群众起码有一千四百人以上，年龄最小的只有十二岁、最大的是七十多岁，镇压群众的部队，在街上看到群众、看到有人就用冲锋枪、机枪扫射。”、“血腥镇压群众，打死那么多群众的幕后策划者，总指挥者应该下来，这样才有可能真正地解决问题”。吴认为美国之音的“报道客观公正”，并呼吁听演讲者收听美国之音。此后，该校近四百名师生由吴高兴率领上街游行，并在临海市区街心公园静坐（吴于8月18日被临海市公安局收容审查，后以“反革命宣传煽动罪”判刑2年）。

## 后续
6月10日，浙江省政府發出通告，取締一切民運組織及活動，要求各單位加強安全保衛工作,根據當地政府佈置,建立群衆性保衛或糾察組織。杭州公安局取締「杭州市工人自治會」,收審高錦堂、朱光華、李小虎等七名爲首分子。另有一人自行投案自首。6月12日，浙江省公安廳發出通告，明令取締「杭州高等學校學生自治聯合會」、「浙江省高校改革促進會」、「杭州市工人自治會」、「杭州市工人民主聯合會」及一些高等院校的「學生自治會」、「救國會」、「協調委員會」、「團結學生會」、等組織,並限定10日內其组织者到當地公安機關登記。
6月13日,杭州公安發出《關於非法組織頭頭及製造動亂人員登記自首的規定》。6月14日，溫州公安局根據12日浙江公安廳《通告》精神發出《關於堅決取締非法組織的通告》。有9名民運組織带头者或示威者到杭州公安局登記和投案自首。寧波江北區公安分局抓獲拦截汽車“擾亂公共秩序”的曹岳偉,處以治安拘留15天。
6月19日，浙江日報报道浙江省人武幹部和民兵骨幹，積極開展“護廠、護店、護路、護庫”活動，組織了30多個民兵聯防分隊,協同武警、公安等部門加強守衛。沿海地區民兵保持高度戒備,嚴防“反革命暴亂分子”內潛外逃。特別是沿海和重點地區民兵,在港口、碼頭、車站、機場等交通要道配合公安部門多處設卡,全省在前沿島嶼和沿海重要地段部署建立了一百多個固定或臨時民兵觀察哨所,嚴密觀察。杭州公安局負責人透露，杭州市公安局及區、縣(市)公安局從13日起設立接待處,至19日一週內,已有69名民運人士登記、自首。
6月21日，寧波鎮海區公安分局收審書寫反共信件的傅振興。6月22日，浙江省公安廳公布，自12日浙江省公安廳「通告」發佈後,至22日十天內,全省公安機關取締18個民運組織,151名民運組織领导者和示威者登記自首。9月14日，寧波電台报道慈溪当局逮捕了多次製作、散發反共傳單,進行反共宣傳煽動的胡瓊炯。
6月29日，杭州市長宣稱杭州市歷經50天的示威，造成經濟損失約二千萬元，減少外貿近一千萬美元。杭州商業系統營業額下降大約一半,一度降至十七萬元,約爲平時的三分之一。根據浙江民運人士朱虞夫的說法，時任浙江省代省长葛洪升因为“与李鹏的特殊关系”，力排省委书记李泽民“浙江动而不乱”的说法，指浙江“有动乱”，于是六四之後中共中央向浙江省派下了“清查工作组”。
浙江省对“六四”政治犯进行集中关押，一年以上的犯人被集中关押在浙江省第四监狱的有45位。而凡是被判劳教、拘役、管制，以及剩余刑期在一年以下的都不在第四监狱。8 月，仙居县液压件厂青年工人杨忠信因书写和张贴抗议“六四”的标语，被台州中级法院判刑 5 年，是浙江省第一个被判刑的人。杨忠信被送到杭州乔司劳改农场，后来转送临平四监。临海工人张国平因在街头发表演讲抗议而被判劳动教养两年，还有人因在旅馆电视机上书写标语“打到邓、杨、李”而被判两年徒刑。
在六四之后，杭州有浙江美術學院学生爬上浙江省政府大樓樓頂降半旗，并因此获刑。6月18日，杭州公安在嘉善縣公安局協助下，抓获向美國之音提供「浙江省府爲北京死難學生下半旗致哀」消息的張偉平，并指其“造謠誹謗”。8月26日,杭州市中級人民法院以“反革命宣傳煽動罪”判處張偉平有期徒刑九年。
杭州市民團負責人王九紅、錢偉、孫光清被以“擾亂公共秩序罪”判刑2-3年。秦山核電站技術人員謝志堅、蓋宇峰因組織示威遊行，被以“反革命宣傳煽動”判刑。李延根、廖建克等人因联系台湾，被以“反革命特務罪”或“叛國投敵罪”判刑。義烏鄉村中學教師鮑瑞清因給當局有關部門寫信表達抗議，被以“反革命宣傳煽動罪”判刑3年。
浙江教育学院学生毛国良在6月2日至12日间，先后以浙江教育学院一中学教师等名义，书写系列诗《掀巨浪》、《祭魂曲》、《孩子，你站起来吧！》等七首和《退党声明》一份，由他人誊写后分别张贴在浙江教育学院学生宿舍和杭州大学第四食堂等处，影射中国领导人是“妖魔”，“凶手”，指责解放军是“穷凶极恶的刽子手”，认为六四镇压是“图穷终于匕首显，豺狼发疯又发狂”。与此同时，毛国良还将6月5日的香港《文汇报》剪贴，编排，复印后，将其中六份与他人一起张贴于杭州延安路、解放路等处，进行宣传。6月18日，毛在“专升本”的毕业典礼上被捕。
宁波服装联合进出口公司外销员蒋杰在运动期间在家里拟定并印制传单，上街散发，抗议“大屠杀”，并于8月3日被逮捕。此后被以“反革命煽动罪”被判处劳动教养三年。1989年之前蒋已经曾因组织文化和时政沙龙，倡导政治民主化而被当地警方监控，并定性为“非法组织的骨干”。
浙江被关押者年龄最小的是绍兴嵊县职业学生金秀元，高中刚满18周岁，年龄最大的是59岁的玉环县楚门镇退休工人、联防队员叶良才。刑期最长的是杭州花圃工人马德良（因组织“劳动党”被判13年），其次是浙江教育学院学生毛国良（7年，“反革命宣传”罪），以及浙江美术学院学生张伟平（9年，1990年底改判为5年）。到1993年9月中国申办奥运会期间，毛国良被释放。丽水师专大一学生胡文奎、宁波装潢工人邬伟海最后在狱中精神失常。

## 外部鏈接
- 吴高兴：集中关押的浙江“八九”民运政治犯
- 陈立群、王康、北明：“生为万夫雄，死演革命史”——记浙江杭州八九民运

## 另見
- 六四事件
- 1989年中華人民共和國抗議地區列表